# Douglas Mackay Henderson
Douglas Mackay Henderson (1927-2007) was een Britse botanicus en mycoloog. In 1948 studeerde hij af in de botanie aan de University of Edinburgh met 'first class honours'. In zijn studententijd hield hij zich onder meer bezig met Sclerotinia, een geslacht van schimmels die plantenziekten veroorzaken. Ook hield hij zich aan de University of Oxford bezig met virussen die plantenziekten veroorzaken.
Van 1948 tot 1951 werkte Henderson bij het Department of Agriculture and Fisheries for Scotland. Vanaf 1951 werkte hij als wetenschappelijk medewerker bij de Royal Botanic Garden Edinburgh.
In 1966 werd Henderson gekozen als fellow van de Royal Society of Edinburgh (conservator van de bibliotheek en het museum van 1978 tot 1987). Ook werd hij gekozen als fellow van de Linnean Society of London. Tevens was hij lid van organisaties als de British Mycological Society (voorzitter in 1975), de Botanical Society of the British Isles en de Botanical Society of Edinburgh (voorzitter van 1964 tot 1966).
In 1970 werd Henderson de twaalfde 'regius keeper' (directeur bij koninklijke benoeming) van de Royal Botanic Garden Edinburgh, als opvolger van Harold Fletcher. In deze functie initieerde hij de Flora of Bhutan, een beschrijving van de flora van Bhutan. Dit leidde tot de beschrijving van meer dan zesduizend plantensoorten. Hij zorgde voor de installatie van de eerste elektronenmicroscoop in de botanische tuin. Onder zijn leiding werden de bibliotheek en het herbarium uitgebreid. Onder Hendersons leiding werd in 1978 de Dawyck Botanic Garden de derde regionale tuin onder het beheer van de Royal Botanic Garden Edinburgh.
Henderson had nog meer functies. Tussen 1969 en 1981 was hij secretaris van de International Association of Botanical Gardens. Ook diende hij een termijn in het Policy Committee van de New York Botanical Garden. Hij kreeg meerdere onderscheidingen, waaronder de Willdenow Medal van de Botanischer Garten Berlin en in 1985 de Victoria Medal of Honour van de Royal Horticultural Society. In 1983 kreeg hij een erehoogleraarschap van de University of Edinburgh. In 1985 werd hij benoemd tot Commandeur in de Orde van het Britse Rijk.
In 1987 werd hij als regius keeper van de Royal Botanic Garden Edinburgh opgevolgd door John McNeill, waarna Henderson werd benoemd tot 'Her Majesty's Botanist in Scotland'. The British Rust Fungi (1966) was een standaardwerk van Henderson en Malcolm Wilson, dat handelde over de schimmelorde Uredinales. Samen met Roy Watling nam Henderson het initiatief voor de meerdelige British Fungus Flora, die handelt over schimmels in de Britse Eilanden.